# Disepalum acuminatissimum
Disepalum acuminatissimum är en kirimojaväxtart som beskrevs av Jacob Gijsbert Boerlage och Sijfert Hendrik Koorders. Disepalum acuminatissimum ingår i släktet Disepalum och familjen kirimojaväxter. Inga underarter finns listade i Catalogue of Life.